# Nueva Era
Nueva Era is een gemeente in de Filipijnse provincie Ilocos Norte op het eiland Luzon. Bij de laatste census in 2010 telde de gemeente bijna achtduizend inwoners.

## Geografie

### Bestuurlijke indeling
Nueva Era is onderverdeeld in de volgende 11 barangays:
| - Acnam - Barangobong - Barikir - Bugayong - Cabittauran - Caray | - Garnaden - Naguillan - Poblacion - Santo Niño - Uguis |

## Demografie
Nueva Era had bij de census van 2010 een inwoneraantal van 7.837 mensen. Dit waren 362 mensen (4,8%) meer dan bij de vorige census van 2007. Ten opzichte van de census van 2000 was het aantal inwoners gegroeid met 1.742 mensen (28,6%). De gemiddelde jaarlijkse groei in die periode kwam daarmee uit op 2,55%, hetgeen hoger was dan het landelijk jaarlijks gemiddelde over deze periode (1,90%).

De bevolkingsdichtheid van Nueva Era was ten tijde van de laatste census, met 7.837 inwoners op 515,02 km², 15,2 mensen per km².